# Rallus caerulescens
Il porciglione africano (Rallus caerulescens J. F. Gmelin, 1789) è un uccello della famiglia dei Rallidi originario delle regioni orientali, centro-meridionali, sud-orientali e meridionali dell'Africa.

## Descrizione
Gli esemplari adulti di porciglione africano misurano 28–30 cm di lunghezza; le regioni superiori sono di colore prevalentemente marrone, mentre quelle inferiori sono grigio-blu, con strisce bianche e nere sui fianchi e sul sottocoda. È l'unica specie del genere Rallus ad avere il dorso di colore uniforme. Il corpo è appiattito lateralmente per permettere all'animale di muoversi facilmente nell'intrico dei canneti. Ha dita lunghe, coda breve e un becco lungo e sottile di colore rosso scuro. Le zampe sono rosse.

## Distribuzione e habitat
Nidifica nelle paludi e nei canneti dell'Africa orientale e meridionale, dall'Etiopia al Sudafrica. Molti uccelli sono del tutto stanziali, ma alcuni intraprendono movimenti stagionali a seconda della disponibilità di zone umide.

## Biologia
Durante la stagione della nidificazione il porciglione africano è una creatura sfuggente, ma è più facile da avvistare di molte altre specie di Rallidi, specialmente nelle prime ore del mattino. È un uccello rumoroso, che emette una sorta di fischio trillante, treee-tee-tee-tee-tee.
Questo uccello va in cerca di cibo tra il fango o in acque poco profonde, localizzando le prede grazie alla vista. Si nutre soprattutto di insetti, granchi e altri piccoli animali acquatici.
Il porciglione africano nidifica in un luogo asciutto tra la vegetazione palustre, ed entrambi i genitori si occupano della costruzione del nido, una struttura a forma di coppa. Ciascuna covata è costituita da 2-6 uova color bianco-crema, fittamente ricoperte di macchie, covate da entrambi i genitori per circa 20 giorni. Gli esemplari immaturi sono simili agli adulti, ma in essi la colorazione grigio-blu delle regioni inferiori è rimpiazzata da una color camoscio. I pulcini, precoci, sono ricoperti da un fitto piumino nero, come quelli di tutti i Rallidi.